# Кунгакбаш
Кунгакба́ш (рос. Кунгакбаш, башк. Көнгәкбаш) — присілок у складі Аскінського району Башкортостану, Росія. Входить до складу Кунгаківської сільської ради.
Населення — 1 особа (2010; 3 у 2002).
Національний склад:
- башкири — 100 %

Стара назва — Верхній Кунгак.